# هوگستر
هوگستر (به سوئدی: Högsäter) یک منطقهٔ مسکونی در سوئد است که در بخش فرگلاندا واقع شده‌است. هوگستر ۱٫۰۴۷۸ کیلومتر مربع مساحت و ۷۰۵ نفر جمعیت دارد.